# Mântuire
Mântuirea (sau salvarea) este în unele religii actul prin care divinitatea îi iartă pe credincioși de păcatele săvârșite și îi dezleagă de consecințele păcatului, oferindu-le viața veșnică. Nu în toate religiile există conceptul de mântuire, iar între cele care îl au există diferențe în felul cum e privit acest concept.
Disciplina care se ocupă cu mântuirea se numește soteriologie.